# Garniga Terme
Garniga Terme és un municipi italià, dins de la província de Trento. L'any 2007 tenia 384 habitants. Limita amb els municipis d'Aldeno, Cimone i Trento.

## Administració
| Període | Identitat   | Partit        |
| ------- | ----------- | ------------- |
| 2005-   | Andrea Friz | Llista cívica |